# Hermanas Capuchinas de la Madre Rubatto
Las Hermanas Capuchinas de la Madre Rubatto son una congregación religiosa femenina de derecho pontificio.

## Historia
Fundada por la madre Francisca Rubatto (1844-1904) el 23 de enero de 1885 en Loano, Liguria, Italia.
Su fundadora fue beatificada por el papa Juan Pablo II en 1993 y canonizada en 2022 por el papa Francisco.
Las miembros de esta congregación, llamada también las Capuchinas de Loano, le posponen a su nombre la sigla S.C.M.R.